# پاسکواله ویوولو
پاسکواله ویوولو (به ایتالیایی: Pasquale Vivolo) بازیکن فوتبال و اهل ایتالیا است که از سال ۱۹۵۲ میلادی عضو تیم ملی فوتبال ایتالیا بوده و در ۴ بازی ملی حضور داشته‌است. او در بازی‌های ملی‌اش ۱ گل به ثمر رساند.
پاسکواله ویوولو آخرین بازی ملی خود را در سال ۱۹۵۳ میلادی انجام داد.